# Joan Nin i Serra
Joan Antoni Nin i Serra (Vilanova i la Geltrú, 9 de juny del 1804 – Tortosa, 8 d'agost del 1867) va ser religiós, musicòleg i mestre de capella.
Es formà a l'escolania de la catedral de Barcelona, i fou deixeble del mestre Ramon Aleix i Batlle (mestre de capella de Santa Maria del Mar), i amic de Ramon Carnicer i de Ramon Vilanova. Després d'ordenar-se sacerdot va ser mestre de capella de la catedral de Tortosa de l'any 1824 al 1867, si bé durant la primera Guerra Carlina (1833-1839) hagué d'exiliar-se a França; en tornà el 1841, i continuà exercint el seu càrrec fins a la mort. Va ser mestre del músic i musicòleg Felip Pedrell (que el tenia en gran estima i el declarava el seu "únic mestre"), de Daniel Gavaldà (professor i pianista de cambra de la reina Isabel II) i del famós organista Andreu Coscollano.
Nin compongué força música sacra, com corresponia a la plaça obtinguda. A banda, recopilà moltíssima música polifònica -especialment del segle xvi- d'arreu de la península Ibèrica, que copià personalment en 48 volums, dels que ens n'han arribat 21 (conservats a la Biblioteca de Catalunya i a l'Orfeó Català). També es dedicà a la recol·lecció de cançons populars. Obres de Nin a la col·lecció Pedrell d la Biblioteca de Catalunya (Bibliografia): Salmo 3º de Tercia amb orquestra, Laetatus sum per a orquestra, Domine ad adjuvandum per a orquestra, In exitu a 5 veus, Benedictus Dominus Deus a 8, Alma a 6, Lauda Jerusalem per orquestra, Domine, Dixit, Laudate Dominum per a tiple en 8è to, Gloria laus a 4 veus, Popule meus a 8, Vexilla Regis a 4 veus en 1r, 2n, 7è i 8è tons, Magnificat en 4t, 7è i 3r tons.
El seu germà, Francesc Nin i Serra, va ser compositor i violinista. En el catàleg Pedrell (vegeu la Bibliografia) se'n citen diverses obres: Benedictus amb orquestra, Salve amb violins i trompes, Rosario amb orquestra.